# Pedro Correia
Pedro Guerreiro de Jesus (ur. 27 marca 1987 w Lagos) – portugalski piłkarz, obecnie prawy obrońca w klubie FC Crotone.

## Kariera klubowa
Jako junior karierę rozpoczynał w portugalskim klubie SL Benfica. Grał tam młodzieżowo do 2006 r., kiedy podpisał z tym klubem zawodowy kontrakt. Nie udało mu się jednak zadebiutować w tym klubie i był głównie wypożyczany do innych zespołów. W sezonie 2007/2008 trafił na wypożyczenie do SC Olhanense, w którym rozegrał 22 spotkania, strzelając jedną bramkę. W sezonie 2008/2009 przeszedł do Racing de Ferrol, w którym rozegrał 28 spotkań. W sezonie 2009/2010 został zawodnikiem pierwszoligowego portugalskiego zespołu – C.D. Fátima. Rozegrał tam 25 spotkań. Od 2010 r. jest zawodnikiem FC Crotone. Portugalczyk gra we włoskim zespole na pozycji prawego obrońcy, a klub znajduje się w rozgrywkach Serii B, w których od lat zajmuje miejsca w środku tabeli.